# 혼다 마사노리 (1849년)

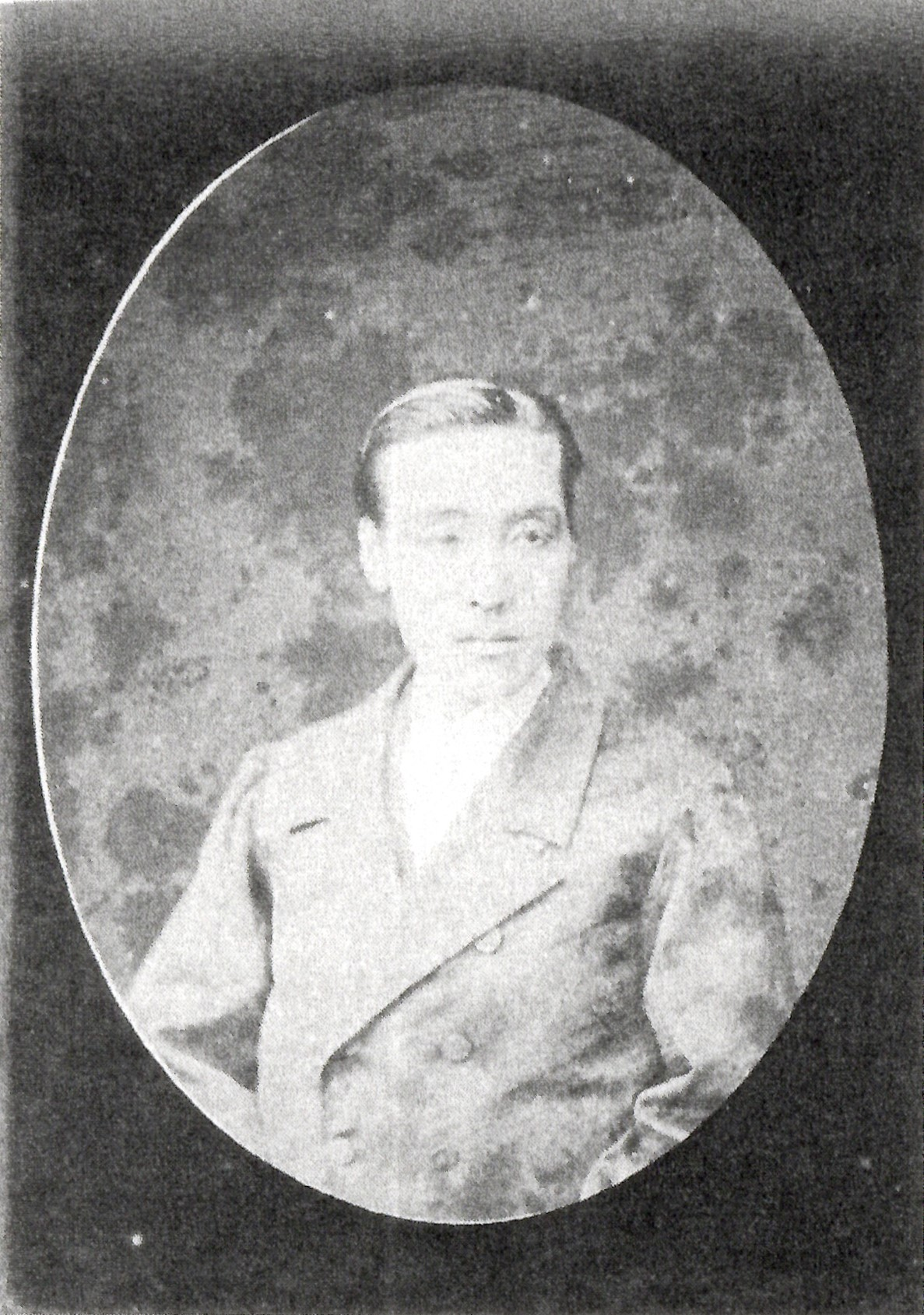
혼다 마사노리

혼다 마사노리(일본어: 本多正憲, 1849년 7월 30일 ~ 1937년 5월 3일)는 메이지 시대부터 쇼와 시대까지의 화족, 귀족원의원이다. 아와 나가오 번 제2대 지번사를 지냈다. 마사시게계(산야사에몬가) 혼다가(正重系本多家) 제13대 당주.
대신 하타모토 스가누마 마사사다(菅沼正貞, 다나카번주 혼다 마사오키의 7남)의 장남으로 태어났다. 나가오 번 선대 지번사 혼다 마사모리가 후사가 없어 그의 양자로 입적하였다.
| 전임 혼다 마사모리 | 제2대 나가오 번 번주 (혼다 산야사에몬가) 1870년 ~ 1871년 | 후임 폐번치현 |